# Abhäsivpapier
Abhäsivpapier ist die Bezeichnung für Papier, das durch Imprägnieren bzw. Beschichten mit Silikonen, Ölen, Fetten, Wachs abweisende Eigenschaften besitzt, so dass Wasser, Klebstoffe, Bitumen usw. nicht haften.